# Firaxis Games
Firaxis Games est une société américaine de développement de jeux vidéo, principalement de stratégie, fondée en 1996 par Sid Meier et Jeff Briggs (en) après leur départ de Microprose. L'entreprise est actuellement basée à Sparks (en) dans le Maryland aux États-Unis.

## Historique
Firaxis a produit plusieurs jeux dont Gettysburg! et Antietam!, basés sur la Guerre de Sécession, et Sid Meier's Alpha Centauri, un jeu de colonisation spatiale prenant place dans le système d'Alpha du Centaure.
Au début des années 2000, le cofondateur Brian Reynolds quitte Firaxis pour fonder sa propre société, Big Huge Games. Civilization III, et, plus tard Civilization IV, suites du jeu de Sid Meier, Civilization, comptent parmi les jeux les plus populaires de la société.
En novembre 2004, Firaxis sort Sid Meier's Pirates!, un remake du jeu éponyme, Sid Meier's Pirates!, créé par Sid Meier en 1987. Une version Xbox du jeu est sortie en juillet 2005, et une version PSP (développée par Full Fat) est sortie en janvier 2007.
La production de Civilization IV commence à la fin de l'année 2003, le jeu final sort le 24 octobre 2005 en Amérique du Nord, puis le 4 novembre 2005 en Europe.
Le 7 novembre 2005, Take-Two Interactive annonce avoir acquis Firaxis. Les termes de l'accord n'ont pas été communiqués, mais selon la SEC ils s'élèveraient à 26,7 millions de dollars USD sur le moment, quant aux stocks, et aux avances de développement, ils s'élèveraient à environ 11 millions de dollars USD. L'entreprise fusionne avec PopTop Software en mars 2006, résultant en un seul grand studio dirigé par Sid Meier. Jeff Briggs se retire du poste de président en avril 2006 et quitte définitivement la société en novembre 2006.
En avril 2007, il est annoncé que Soren Johnson quitte la société pour rejoindre Electronic Arts afin de travailler sur Spore avec Will Wright. Johnson était une personne clé pour Firaxis, ayant travaillé comme concepteur sur Civilization III, et plus tard sur Civilization IV.
En septembre 2009, la société quitte la ville de Hunt Valley pour emménager à Sparks (en).

## Jeux développés
La plupart des jeux développés par Firaxis possèdent comme préfixe "Sid Meier's", en raison des contributions du développeur à chacun des projets. Son nom constitue également un très grand atout commercial en raison de son prestige dans l'Industrie vidéoludique.
- Gettysburg! (1997)
  - Antietam! (1998)
- Alpha Centauri (1999)
  - Alien Crossfire (1999)
- Civilization III (2001)
  - Civilization III: Play the World (2002)
  - Civilization III: Conquests (2003)
- SimGolf (2002)
- Sid Meier's Pirates! (2004)
- Civilization IV (2005)
  - Civilization IV: Warlords (2006)
  - Civilization IV: Beyond the Sword (2007)
  - Civilization IV: Colonization (2008)
- Sid Meier's Railroads! (2006)
- Sid Meier's Civilization Revolution (2008)
- Civilization V (2010)
  - Civilization V: Gods and Kings (2012)
  - Civilization V: Brave New World (2013)
- XCOM: Enemy unknown (2012)
  - XCOM: Enemy Within (2013)
- Haunted Hollow (2013)
- Sid Meier's Ace Patrol (2013)
- Sid Meier's Ace Patrol: Pacific Skies (2013)
- Sid Meier's Civilization: Beyond Earth (2014)
- XCOM 2 (2016)
- Civilization VI (2016)
  - Civilization VI: Rise and Fall (2017)
  - Civilization VI: Gathering Storm (2019)
- XCOM: Chimera Squad (2020)
- Marvel's Midnight Suns (2022)
- Civilization VII (2025)